# دهستان تمبک
دهستان تمبک، یکی از دهستان‌های بخش مرکزی شهرستان کنگان در استان بوشهر ایران است. مرکز این دهستان، روستای قلعه‌میان است.

## جمعیت
بر پایه سرشماری عمومی نفوس و مسکن در سال ۱۳۹۵، جمعیت دهستان تمبک برابر با ۱۰٬۲۳۵ نفر بوده‌است.